# Karl Rudolf Wernhart
Karl Rudolf Wernhart (* 14. August 1941 in Wien) ist ein österreichischer Ethnologe und Kulturanthropologe. Er war zuletzt Professor am Institut für Völkerkunde der Universität Wien.
Wernhart gilt neben Walter Hirschberg und Christian F. Feest als einer der Begründer der Ethnohistorie in Wien. Ebenso war er für den Ausbau des wissenschaftlichen Angebotes am Institut in Zusammenarbeit mit Manfred Kremser und Wittigo Keller mit der Erforschung der afrokaribischen Diaspora mitverantwortlich.

## Wissenschaftlicher Werdegang
Wernhart studierte Völkerkunde und Neuere Geschichte, Ur- und Frühgeschichte, Anthropologie und Volkskunde an der Universität Wien, wo er 1967 promovierte. Seine Hochschulzulassung erhielt er 1971 ebenfalls an der Uni Wien, an der er seit 1979 Ordinarius für Völkerkunde am Institut für Ethnologie, Kultur- und Sozialanthropologie ist und von 1989 bis 1991 Rektor sowie von 1991 bis 1994 Prorektor war.
Von 1978 bis 1989 hielt Wernhart Gastvorlesungen an der Universität Innsbruck und 1986 war er Gastprofessor an der Humboldt-Universität Berlin. 1991 erhielt er die Ehrendoktorwürde der Comenius-Universität Bratislava.
Von 1985 bis 2002 war er Vorsitzender der Anthropologischen Gesellschaft in Wien.

## Schriften (Auswahl)
- Christoph Carl Fernberger. Der erste österreichische Weltreisende 1621–1628. Europäischer Verlag, Wien 1972.
- Mensch und Kultur auf den Inseln unter den Winden in Geschichte und Gegenwart: ein Beitrag zur Ethnohistorie d. Gesellschaftsinseln, Zentralpolynesien. Völkerkundliche Veröffentlichungen; 1, Anthropologische Gesellschaft in Wien, Ferdinand Berger & Söhne, Horn 1974.
- Fatafée Paulaho, der 36.Tui Tonga (1740-1784). Gesellschaftspolitisches Porträt eines tonganischen Herrschers am Ende des 18.Jahrhunderts. Ferdinand Berger & Söhne, Horn 1977
- Auswirkungen der Zivilisationstätigkeit und Missionierung in den Kulturen der Autochthonen am Beispiel der Gesellschaftsinseln. In: Wiener Beiträge zur Geschichte der Neuzeit, Band 7, Europäisierung der Erde?, Oldenbourg Verlag, München 1980, ISBN 3-486-50531-9
- Der König von Hawaii in Wien 1881 Der Besuch des polynesischen Herrschers Kalakaua. Böhlau, Wien 1987, ISBN 978-3-205-05039-1.
- Ethnohistory in Vienna. Ed. Herodot im Rader-Verl., Aachen 1987, ISBN 3-922868-80-0.
- Historische Ethnologie heute: Vorträge und Diskussion des Symposiums von 25.-27. März 1982 in Wien. Ferdinand Berger & Söhne, Horn 1985
- mit Walter Dostal: Wir und die Anderen – Islam, Literatur und Migration. WUV-Universitätsverlag. Wien 1999.
- mit Werner Zips (Hrsg.): Ethnohistorie – Rekonstruktion und Kulturkritik. Eine Einführung. Wien: Promedia, 2001.
- Ethnische Religionen – Universale Elemente des Religiösen. Topos, Kevelaer 2004, ISBN 3-7867-8545-7.
- Österreich und der pazifische Raum: die Erforschung der Kulturen Ozeaniens und Australiens. (Pazifik-Dossier; 5)Österreichisch-Südpazifische Gesellschaft, Wien 2008[6]

Überdies ist Wernhart im wissenschaftlichen Beirat der Ethnographisch-Archäologischen Zeitschrift.